# 兰岗镇
兰岗镇，是中华人民共和国黑龙江省牡丹江市寧安市下辖的一个乡镇级行政单位。

## 行政区划
兰岗镇下辖以下地区：
兰岗村、文化村、东升村、新农村、民和村、牡丹村、新中村、依兰村、自兴村和永政村。